# Коммутирующие матрицы
Две квадратные матрицы {\displaystyle A} и {\displaystyle B} размера n×n коммутируют (или перестановочны), если {\displaystyle AB=BA} . Их коммутатор {\displaystyle [A,B]=AB-BA} равен нулевой матрице тогда и только тогда, когда {\displaystyle A} и {\displaystyle B} коммутируют. Множество квадратных матриц {\displaystyle {\displaystyle \{A_{1},\ldots ,A_{k}\}}} размера n×n коммутирует, если 
{\displaystyle {\displaystyle \forall i,j\in {1,...,k}\qquad A_{i}A_{j}=A_{j}A_{i}}}.

## Описание и свойства
- Коммутирующие матрицы сохраняют собственные подпространства друг друга[1]. Как следствие, коммутирующие матрицы над алгебраически замкнутым полем одновременно триангуляризуемы, то есть существуют базисы, над которыми матрицы становятся верхними треугольными. Другими словами, если {\displaystyle A_{1},\ldots ,A_{k}} перестановочны, существует матрица подобия {\displaystyle P}, такая что {\displaystyle P^{-1}A_{i}P} является верхней треугольной для всех {\displaystyle i\in \{1,\ldots ,k\}}. Обратное не всегда верно, как показывает следующий контрпример:

{\displaystyle {\begin{bmatrix}1&2\\0&3\end{bmatrix}}{\begin{bmatrix}1&1\\0&1\end{bmatrix}}={\begin{bmatrix}1&3\\0&3\end{bmatrix}}\neq {\begin{bmatrix}1&5\\0&3\end{bmatrix}}={\begin{bmatrix}1&1\\0&1\end{bmatrix}}{\begin{bmatrix}1&2\\0&3\end{bmatrix}}}
Однако если квадрат коммутатора двух матриц равен нулю, то есть {\displaystyle [A,B]^{2}=0}, то обратное верно.
- Если матрицы {\displaystyle A} и {\displaystyle B} одновременно диагонализируемы, то есть существует матрица подобия {\displaystyle P}, такая что {\displaystyle P^{-1}AP} и {\displaystyle P^{-1}BP} обе диагональны, то {\displaystyle A} и {\displaystyle B} перестановочны. Обратное не обязательно верно, поскольку одна из матриц может не быть диагонализируема, например

{\displaystyle {\begin{bmatrix}0&1\\0&0\end{bmatrix}}{\begin{bmatrix}1&0\\0&1\end{bmatrix}}={\begin{bmatrix}1&0\\0&1\end{bmatrix}}{\begin{bmatrix}0&1\\0&0\end{bmatrix}}}, но {\displaystyle {\begin{bmatrix}0&1\\0&0\end{bmatrix}}} не диагонализируема
Если, однако, обе матрицы диагонализируемы, то они могут быть диагонализируемы одновременно.
- Если одна из матриц обладает свойством, что её минимальный многочлен совпадает с характеристическим многочленом (то есть он имеет максимальную степень), что случается, в частности, когда характеристический многочлен имеет только простые корни, то вторая матрица может быть записана в виде полинома от первой матрицы.
- Как прямое следствие одновременной триангуляризации, собственные значения двух перестановочных комплексных матриц A и B с их алгебраическими кратными (мультимножествами корней их характеристических многочленов) можно сопоставить {\displaystyle \alpha _{i}\leftrightarrow \beta _{i}} так, что множества собственных значений любого многочлена {\displaystyle P(A,B)} двух матриц является мультимножеством значений {\displaystyle P(\alpha _{i},\beta _{i})}. Эта теорема принадлежит Фробениусу[3].
- Две эрмитовы матрицы коммутируют, если их собственные подпространства совпадают. В частности, две эрмитовы матрицы без кратных собственных значений коммутируют, если их множества собственных векторов совпадают. Это следует из рассмотрения собственных значений обоих матриц. Пусть {\displaystyle A} и {\displaystyle B} будут двумя эрмитовыми матрицами. {\displaystyle A} и {\displaystyle B} имеют общие собственные подпространства, если они могут быть записаны как {\displaystyle A=U\Lambda _{1}U^{\dagger }} и {\displaystyle B=U\Lambda _{2}U^{\dagger }}. Следует также

{\displaystyle AB=U\Lambda _{1}U^{\dagger }U\Lambda _{2}U^{\dagger }=U\Lambda _{1}\Lambda _{2}U^{\dagger }=U\Lambda _{2}\Lambda _{1}U^{\dagger }=U\Lambda _{2}U^{\dagger }U\Lambda _{1}U^{\dagger }=BA.}
- Свойство двух матриц быть перестановочными не транзитивно — матрица {\displaystyle A} может коммутировать как с {\displaystyle B}, так и с {\displaystyle C}, но матрицы {\displaystyle B} и {\displaystyle C} друг с другом не коммутируют. Как пример, единичная матрица коммутирует со всеми остальными матрицами, которые не всегда коммутируют между собой. Если множество рассматриваемых матриц ограничено эрмитовыми матрицами без кратных собственных значений, то коммутативность транзитивна, как следствие характеризации в терминах собственных векторов.
- Теорема Ли, которая показывает, что любое представление разрешимой алгебры Ли[англ.] одновременно триангуляризуемо к верхней треугольной, можно рассматривать как обобщение.
- Матрица {\displaystyle A} коммутирует с любой другой матрицей тогда и только тогда, когда она является скалярной матрицей, то есть матрицей вида {\displaystyle \lambda \cdot E}, где {\displaystyle E} представляет единичную матрицу, а {\displaystyle \lambda } является скаляром.

## Примеры
- Пусть {\displaystyle {\mathcal {M}}_{n}(\mathbb {F} )} – алгебра квадратных матриц порядка n над полем {\displaystyle \mathbb {F} }.

{\displaystyle \forall A\in {\mathcal {M}}_{n}(\mathbb {F} ):}
{\displaystyle I_{n}A=AI_{n}=A}  где {\displaystyle I_{n}=(\delta _{ij})}(символ Кронекера). Следовательно, {\displaystyle [I_{n},A]=0}.
- Пусть {\displaystyle J_{n}(\lambda )\in {\mathcal {M}}_{n}(\mathbb {F} )} – жорданова клетка с собственным значением {\displaystyle \lambda }:

{\displaystyle J_{n}(\lambda )=\lambda I_{n}+N,\quad N=(\delta _{i+1,j})}(нильпотентная матрица с единицами на наддиагонали). Тогда {\displaystyle \forall B\in {\mathcal {M}}_{n}(\mathbb {F} )}:{\displaystyle [B,J_{n}(\lambda )]=0\iff B=p(J_{n}(\lambda ))=\sum _{k=0}^{n-1}\alpha _{k}N^{k}}для некоторых {\displaystyle \alpha _{k}\in \mathbb {F} }. Множество таких {\displaystyle B} образует коммутативную подалгебру, изоморфную {\displaystyle \mathbb {F} [x]/\langle x^{n}\rangle }
- Пусть {\displaystyle A,B\in {\mathcal {M}}_{n}(\mathbb {R} ),A^{\top }=A,B^{\top }=B} Тогда:{\displaystyle AB=BA\iff (AB)^{\top }=AB}.                  Доказательство:{\displaystyle (AB)^{\top }=B^{\top }A^{\top }=BA,\quad {\text{следовательно}}\quad (AB)^{\top }=AB\Leftrightarrow BA=AB.}

## История
Понятие коммутирования (перестановки) матриц ввёл Кэли в своих мемуарах по теории матриц, в которых была приведена также аксиоматизация матриц. Первым существенным доказанным результатом по коммутированию был представленный выше результат Фробениуса (1878).